# ウェスト・ミッドランズ
ウェスト・ミッドランズ（英: West Midlands）は、イギリスのウェスト・ミッドランズ・リージョンにある都市カウンティないし典礼カウンティ。内陸のカウンティで、北と西でスタッフォードシャーと、南でウスターシャーと、東でウォリックシャーと隣接する。最大都市はバーミンガム。もともとはスタッフォードシャーやウォリックシャー、ウスターシャーの一部であった。
面積は902平方キロメートル、人口は約300万人。人口密度はイングランドのカウンティでグレーター・ロンドンに次いで高い。バーミンガムのほか、主要都市としてコヴェントリー、ウルヴァーハンプトン、ウォルソール、ソリフル、サットン・コールドフィールドが挙げられる。ほぼ全域が都市部だが、ソリフルとコヴェントリーのあいだはメリデン・ギャップと呼ばれる農村部で、アーデンの森が残る。地方行政上はバーミンガム、コヴェントリー、ダドリー、サンドウェル、ソリフル、ウォルソール、ウルヴァーハンプトンの7つの大都市バラ (metropolitan boroughs) からなり、ウェスト・ミッドランズ合同行政機構 (WMCA) を通して業務にあたっている。
西部はテイム川やその支流が流れ、それを取り囲むように州最高地点（標高271メートル）のターナーズ・ヒルといった丘陵が連なる。州内のサットン・パーク学術研究上重要地域 (SSSI) は、ヨーロッパ最大規模の都市公園で970ヘクタールの広さがある。

## 地位
都市カウンティとしてのウェスト・ミッドランズは法律上、地理的な参照の枠組み、あるいは典礼カウンティとして存在する。典礼カウンティであることから、統監（地方長官）や州長官も置かれている。かつてはウェスト・ミッドランズ州議会が州内を管轄する行政体であったが、1986年3月31日をもって廃止された。その後は各都市バラが単一自治体として州の業務を兼轄していたが、2016年6月に周辺の一部を含めたウェスト・ミッドランズ合同行政機構が発足した。2017年5月には、合同行政機構に直接選挙による長官職が創設された。このほか、州規模の組織としてウェスト・ミッドランズ警察、ウェスト・ミッドランズ消防署、ウェスト・ミッドランズ交通局がある。
「ウェスト・ミッドランズ大都市圏」 (metropolitan area) 「ウェスト・ミッドランズ広域都市圏」 (conurbation) 「グレーター・バーミンガム」などとも呼ばれるが、明確な定義はなく、その意味するところはまちまちである。例えば、コヴェントリーは広域都市圏に含まれない。また、ウェスト・ミッドランズはリージョンの名称でもあるため、時折混乱が生じる。州としてのウェスト・ミッドランズは、同リージョンの東部に位置する。

## 歴史
今日の州は1974年にはじめて創設されたものであるが、州内の町村は長年にわたり商工業の重要な中心地であった。コヴェントリーは中世、羊毛と織物の生産で繁栄し、イングランド有数の都市となった。バーミンガムとウルヴァーハンプトンは16世紀、小規模な金属工業が興ったことにより発展をはじめた。バーミンガムは小火器の生産で知られ、ウルヴァーハンプトンは錠前製造の中心地となった。ブラック・カントリー地域の石炭と鉄鉱石の資源にも助けられ、産業革命によって急激に発展し、20世紀に入るころにはひとつの大規模なコナベーションを形成するに至った。コヴェントリーの発展は比較的ゆるやかだったが、それでも20世紀初頭までには自転車や自動車生産の一大中心地となった。
1966年、特別市 (county boroughs) 、市 (municipal boroughs) 、町 (urban district council) の虫食い状態になっていたこの地域の行政の抜本的な改革案が、おおよそ下記の通り提示された。
- バーミンガム - 変更なし
- ダドリー - ブライアリー・ヒル全域、コーズリーおよびセジリーの各大部分、アンブルコート、ティプトン、ロウリー・レジスの各一部を編入
- ソリフル - 変更なし
- ウォルソール - ダーラストン全域、ウィレンホールの大部分、ウェンズベリー、コーズリー、ウェンズフィールド、ビルストンの各一部を編入
- ウォーリー - スメジウィック、オールドベリー、ロウリー・レジスの大部分とダドリー、ティプトン、ウェスト・ブロミッチ、ヘールゾーウェンの各一部をもって新設
- ウェスト・ブロミッチ - ウェンズベリーおよびティプトンの大部分とビルストン、オールドベリー、スメジウィック、ウォルソールの各一部を編入
- ウルヴァーハンプトン - ビルストン、ウェンズフィールド、テッテンホールの大部分とセジリー、コーズリー、ウィレンホールの各一部を編入

郊外では3つの町（ヘールゾーウェン、スターブリッジ、サットン・コールドフィールド）がそれぞれ存続した一方、オールドリッジとブラウンヒルズは合併してオールドリッジ＝ブラウンヒルズとなった。同年にはブラック・カントリー地域の旧特別市を管轄区域とするウェスト・ミッドランズ警察管区 (West Midlands Constabulary) が発足したが、バーミンガム市警察は存続し、ソリフルはウォリックシャー警察の管轄区域に留まった。1968年にはウェスト・ミッドランズ旅客輸送局が設立された。
1972年地方自治法が発効した1974年、大都市カウンティとしてのウェスト・ミッドランズが発足した。その区域は従来の7特別市と、それらのあいだに虫食い状に広がる町を統合したものであった。
ウェスト・ミッドランズは7つのメトロポリタン・バラに区分され、オールドリッジ＝ブラウンヒルズはウォルソールに、ヘールゾーウェンとスターブリッジはダドリーに、サットン・コールドフィールドはバーミンガムにそれぞれ編入された。また、ウェスト・ブロムウィッチとウォーリーが合併し、サンドウェルのバラが成立した。ソリフルはバーミンガムの東の郊外の大部分（チェルムズリー・ウッドやカッスル・ブロムウィッチ、バーミンガム空港、ソリフルとコヴェントリーのあいだの農村部）を管轄することになった一方、コヴェントリーはほとんど変更はなく、ウルヴァーハンプトンも変わらなかった。これに対して、バーントウッド、ブロムズグローブ、カノック、キッダーミンスター、リッチフィールド、ウォムバーンといった、レドクリフ＝モード報告でウェスト・ミッドランズ大都市圏に含めるものと考えられていた地区は除外されたことから、大都市圏の範囲は（コヴェントリーとメリデン・ギャップがある東部を例外として）かなり限定的なものになった。
1974年の改革で、カウンティ全体をカバーし戦略的な問題について取り扱うウェスト・ミッドランズ州議会（カウンティ・カウンシル）が設立された。また、従来のウェスト・ミッドランズ警察管区とバーミンガム市警察が廃止され、カウンティ全体をカバーするウェスト・ミッドランズ警察 (West Midlands Police) が新たに創設された。
ウェスト・ミッドランズは典礼カウンティとして設立されたため、統監や長官の事務所も設けられた。それまで、各特別市や市、町は別の統監や長官の管轄下にあった。
1974年以降、州内では7つのディストリクトが州議会と権力を分有する二層制の行政構造が敷かれたが、1985年地方自治法で大都市カウンティのカウンシルの廃止が定められたことから、ウェスト・ミッドランズの州議会も1986年に廃止された。その機能は大部分が各バラに移譲されたことから、各バラは事実上幅広い機能を有する単一自治体となった。なお、カウンティ・カウンシル廃止後もウェスト・ミッドランズ警察やウェスト・ミッドランズ消防署、ウェスト・ミッドランズ交通局など、カウンティ全体をカバーしてきたいくつかの機関は各バラの組合という形で存続した。
1994年、チェイスウォーターの西岸・南岸部と隣接するジェフリーズ・スワッグがウォルソールのバラからスタッフォードシャーのリッチフィールド・ディストリクトに移管された。また、1995年にはヘレフォード・アンド・ウースター（当時）のフランクリー教区（バートリー貯水池の南西部を含む）がバーミンガムに移管された。
2009年地方民主主義・経済発展・建設法にもとづいて2016年6月17日、新たな行政組織であるウェスト・ミッドランズ合同行政機構がほかのいくつかの地域と同時に発足した。この組織は交通、経済発展、技術、計画などの分野で権限を有する。2017年5月には直接選挙によって、保守党のアンディ・ストリートが初代ウェスト・ミッドランズ長官に選出された。

## 地理

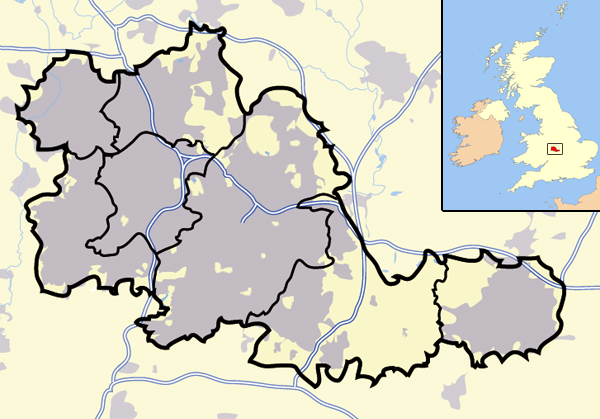
ウェスト・ミッドランズの地図。灰色が市街地

ウェスト・ミッドランズは内陸部のカウンティで、東でウォリックシャーと、南でウースターシャーと、北および西でスタッフォードシャーとそれぞれ隣接する。
ウェスト・ミッドランズは、イギリスで最も都市化の進んだカウンティのひとつである。バーミンガム、ウルヴァーハンプトン、ブラック・カントリー、ソリフルで、人口244万人というイギリスで3番目に大きなコナベーションを形成している。しかし、全域が都市部ということではなく、コヴェントリーは「メリデン・ギャップ」として知られる帯状のグリーンベルトによってウェスト・ミッドランズ・コナベーションから分かれており、このメリデン・ギャップは農村部の風景を強く残している。
州内の最高地点は、標高271メートルのターナーズ・ヒルで、この丘陵は学術研究上重要地域 (SSSI) に指定されている。バーミンガムとウォルソールの境界に位置するもうひとつの丘、バー・ビーコンの標高は227メートルである。
州内には23か所のSSSIがある。サットン・コールドフィールドのサットン・パークもそのひとつで、面積は2400エーカーにおよぶ。この公園はまた、国立自然保護区にも指定されている。
州内を流れるテイム川は、流域のおよそ42パーセントが都市部であり、イギリスで最も流域に占める都市部の割合が高い河川となっている。その支流としてリー川、アンカー川、ブリス川があり、ブリス川の支流にコール川がある。ソウ川とシェアバーン川はコヴェントリーを流れる。スター川は州西部を流れる。
ほかの大都市カウンティと同様に、州内のディストリクトはメトロポリタン・バラと呼ばれる。州内には7つのバラがあり、このうち6つは主要な町や村の名前を取って命名された。ウェスト・ミッドランズのバラは、そのうち3つがシティ・ステータスを有している点で際立っている。古くからシティとして認められてきたコヴェントリーに加えて、バーミンガムは1889年に、ウルヴァーハンプトンは2000年にシティ・ステータスを得た。

## スポーツ
ウェスト・ミッドランズには数多くのスポーツチームがある。ラグビーユニオンではワスプス・ラグビー、バーミンガム・バーバリアンズ、サットン・コールドフィールドRFC、バーミンガム・モーズリーRC、バーミンガム・アンド・ソリフルRFC、コヴェントリーRFCなどが本拠地としている。
ラグビーリーグではミッドランズ・ハリケーンズが唯一のプロチームで、現在は3部のリーグ1に所属している。
サッカーでは下表のように、プレミアリーグに2チーム、イングリッシュ・フットボールリーグに4チームが所属しており、これらがウェスト・ミッドランズの「ビッグ・シックス」と通称される。
| クラブ名                               | 所属リーグ            | 本拠地                   | スタジアム                                         | 収容人員 |
| -------------------------------------- | --------------------- | ------------------------ | -------------------------------------------------- | -------- |
| アストン・ヴィラFC                     | プレミアリーグ        | バーミンガム             | ヴィラ・パーク                                     | 42,788人 |
| ウルヴァーハンプトン・ワンダラーズFC   | プレミアリーグ        | ウルヴァーハンプトン     | モリニュー・スタジアム                             | 31,700人 |
| バーミンガム・シティFC                 | EFLリーグ1            | バーミンガム             | セント・アンドルーズ・スタジアム                   | 30,079人 |
| ウェスト・ブロムウィッチ・アルビオンFC | EFLチャンピオンシップ | ウェスト・ブロムウィッチ | ザ・ホーソンズ                                     | 26,500人 |
| コヴェントリー・シティFC               | EFLチャンピオンシップ | コヴェントリー           | コヴェントリー・ビルディング・ソサエティ・アリーナ | 32,609人 |
| ウォルソールFC                         | EFLリーグ2            | ウォルソール             | ベスコット・スタジアム                             | 11,300人 |

クリケットではウォリックシャー・カウンティ・クリケット・クラブがエジバストン・クリケット場を本拠地としている。エジバストン・クリケット場ではテスト・クリケットやワン・デイ・インターナショナルの試合も行われる。
バスケットボールでは、バーミンガム・バレッツの後継チームであるバーミンガム・パンサーズが、ウォルソールにあるウルヴァーハンプトン大学の施設を本拠地として活動している。